# بورلی سیلس
بـِوِرلی سیلس (انگلیسی: Beverly Sills؛ ۲۵ مه ۱۹۲۹ – ۲ ژوئیه ۲۰۰۷) یک هنرپیشه، خواننده برجستهٔ اپرا اهل ایالات متحده آمریکا بود.
اوج دوران حرفه‌ای او مابین دهه‌های ۵۰ تا ۷۰ میلادی میلادی بود که بیشتر در نقش‌های «کولوراتورا سوپرانو» ظاهر می‌شد و برندهٔ جوایز گوناگونی همچون جایزه گرمی و جایزه مرکز کندی نیز شد.
پس از بازنشستگی، او مدتی مدیر «اپرای نیویورک سیتی» و همچنین رئیسِ «مرکز هنرهای نمایشی لینکلن» و سپس «تالار اپرای متروپولیتن نیویورک» بود.